# República de Aras
La República de Aras (azerí: Araz Respublikası) fue un efímero Estado no reconocido de la Transcaucasia, que se corresponde aproximadamente con el territorio que ahora es la República Autónoma de Najicheván de Azerbaiyán. Tuvo el apoyo del Imperio otomano aunque su existencia se limitó hasta su anexión por la República Democrática de Armenia.

## Descripción

### Origen
Su nombre se debe al río Aras que formaba su frontera sur, la república fue declarada en diciembre de 1918 por Jafargulu Khan Nakhchivanski con el apoyo del partido gobernante de la República Democrática de Azerbaiyán, el partido Musavat y el gobierno del Imperio otomano.

### Desarrollo
La creación de la República de Aras fue en respuesta a una propuesta fronteriza de Sir John Oliver Wardrop, Comisionado en Jefe británico en el Cáucaso Sur, que habría asignado el área a la República Democrática de Armenia. Su existencia terminó cuando las tropas de la Armenia democrática avanzaron hacia la región y lograron tomar el control sobre ella a mediados de junio de 1919 durante la guerra armenio-azerí. Sin embargo, esto provocó un avance en la región de Najicheván por parte del ejército de la República Democrática de Azerbaiyán y el Imperio otomano, y a fines de julio Armenia había perdido el control de la región, aunque la República de Aras no fue restaurada.